# Robert Lang

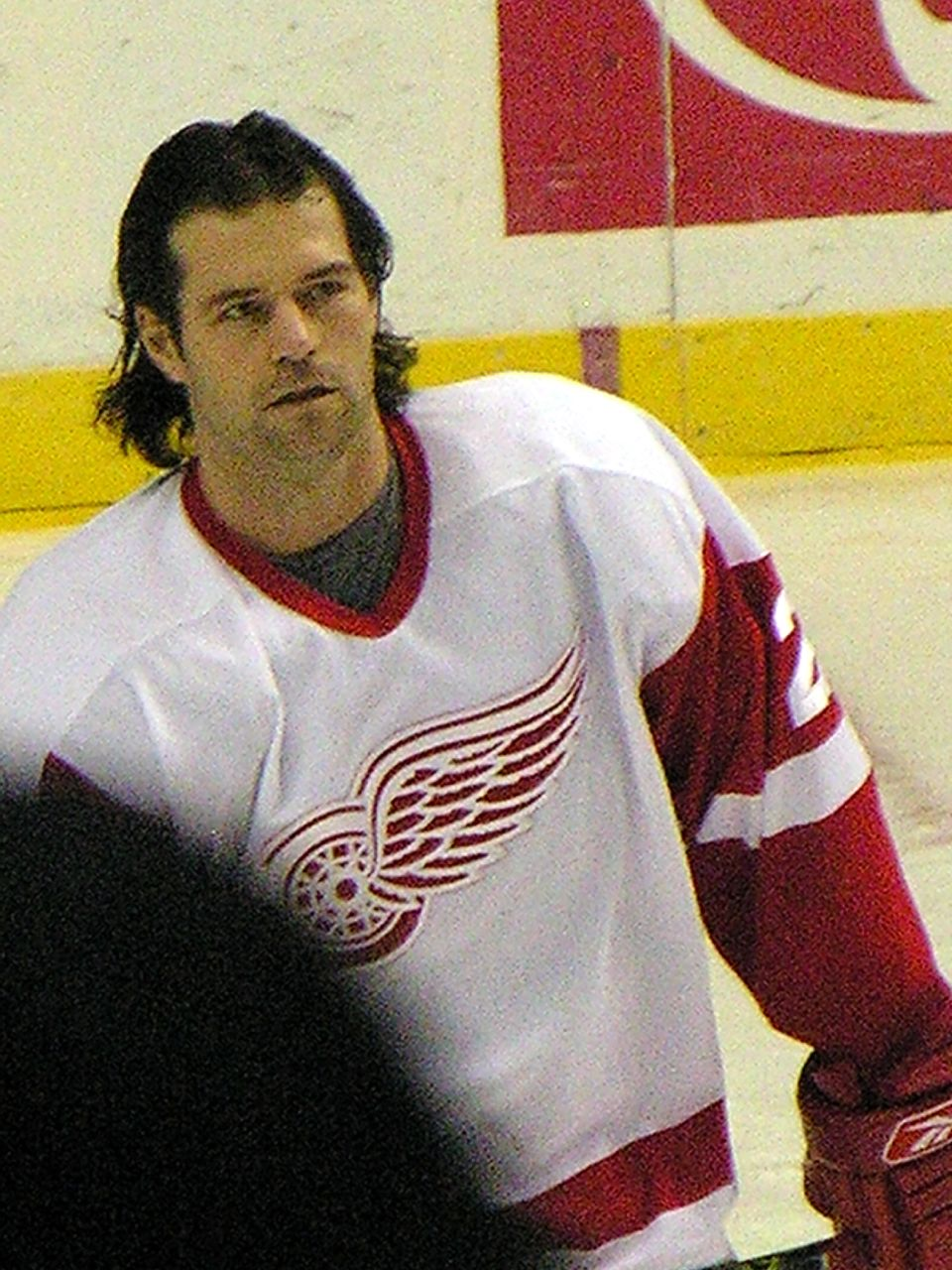
Robert Lang

Robert Lang (* 19. prosince 1970 Teplice) je bývalý český hokejový útočník, který naposledy hrál za tým NHL Phoenix Coyotes. Draftován byl roku 1990 týmem Los Angeles Kings. Celkem hrál v NHL za 8 týmů. V roce 1998 pomohl vybojovat pro český hokejový tým zlatou olympijskou medaili na hrách v Naganu. Jednou vyhrál anketu Zlatá hokejka (2004). V roce 2015 byl uveden do Síně slávy českého hokeje.

## Ocenění a úspěchy
- 2004 Zlatá hokejka
- 2004 NHL - All-Star Game
- Člen Síně slávy českého hokeje (2015).

## Prvenství
- Debut v NHL - 6. října 1992 (Calgary Flames proti Los Angeles Kings)
- První asistence v NHL - 6. října 1992 (Calgary Flames proti Los Angeles Kings)
- První gól v NHL - 27. ledna 1994 (Los Angeles Kings proti New York Rangers americkému brankáři Mike Richter)
- První hattrick v NHL - 12. listopadu 2003 (Washington Capitals proti Carolina Hurricanes)

## Klubová statistika
| Sezóna        | Klub                    | Soutěž        |     | Základní část | Základní část | Základní část | Základní část | Základní část |    | Play off | Play off | Play off | Play off | Play off |
| Sezóna        | Klub                    | Soutěž        | Z   | G             | A             | B             | TM            | Z             | G  | A        | B        | TM       |          |          |
| 1988–89       | TJ CHZ Litvínov         | ČSHL          | 7   | 3             | 2             | 5             | 0             | —             | —  | —        | —        | —        |          |          |
| 1989–90       | TJ CHZ Litvínov         | ČSHL          | 40  | 11            | 9             | 20            | —             | —             | —  | —        | —        | —        |          |          |
| 1990–91       | TJ CHZ Litvínov         | ČSHL          | 48  | 24            | 22            | 46            | 38            | 8             | 2  | 4        | 6        | 0        |          |          |
| 1991–92       | HC Chemopetrol Litvínov | ČSHL          | 38  | 11            | 27            | 38            | —             | 5             | 1  | 4        | 5        | —        |          |          |
| 1992–93       | Los Angeles Kings       | NHL           | 11  | 0             | 5             | 5             | 2             | —             | —  | —        | —        | —        |          |          |
| 1992–93       | Phoenix Roadrunners     | IHL           | 38  | 9             | 21            | 30            | 20            | —             | —  | —        | —        | —        |          |          |
| 1993–94       | Los Angeles Kings       | NHL           | 32  | 9             | 10            | 19            | 10            | —             | —  | —        | —        | —        |          |          |
| 1993–94       | Phoenix Roadrunners     | IHL           | 44  | 11            | 24            | 35            | 34            | —             | —  | —        | —        | —        |          |          |
| 1994–95       | HC Chemopetrol Litvínov | ČHL           | 16  | 4             | 19            | 23            | 28            | —             | —  | —        | —        | —        |          |          |
| 1994–95       | Los Angeles Kings       | NHL           | 36  | 4             | 8             | 12            | 4             | —             | —  | —        | —        | —        |          |          |
| 1995–96       | Los Angeles Kings       | NHL           | 68  | 6             | 16            | 22            | 10            | —             | —  | —        | —        | —        |          |          |
| 1996–97       | HC Sparta Praha         | ČHL           | 34  | 14            | 24            | 38            | 28            | 5             | 1  | 2        | 3        | 4        |          |          |
| 1997–98       | Boston Bruins           | NHL           | 3   | 0             | 0             | 0             | 2             | —             | —  | —        | —        | —        |          |          |
| 1997–98       | Pittsburgh Penguins     | NHL           | 51  | 9             | 13            | 22            | 14            | 6             | 0  | 3        | 3        | 2        |          |          |
| 1997–98       | Houston Aeros           | IHL           | 9   | 1             | 7             | 8             | 4             | —             | —  | —        | —        | —        |          |          |
| 1998–99       | Pittsburgh Penguins     | NHL           | 72  | 21            | 23            | 44            | 24            | 12            | 0  | 2        | 2        | 0        |          |          |
| 1999–00       | Pittsburgh Penguins     | NHL           | 78  | 23            | 42            | 65            | 14            | 11            | 3  | 3        | 6        | 0        |          |          |
| 2000–01       | Pittsburgh Penguins     | NHL           | 82  | 32            | 48            | 80            | 28            | 16            | 4  | 4        | 8        | 4        |          |          |
| 2001–02       | Pittsburgh Penguins     | NHL           | 62  | 18            | 32            | 50            | 16            | —             | —  | —        | —        | —        |          |          |
| 2002–03       | Washington Capitals     | NHL           | 82  | 22            | 47            | 69            | 22            | 6             | 2  | 1        | 3        | 2        |          |          |
| 2003–04       | Washington Capitals     | NHL           | 63  | 29            | 45            | 74            | 24            | —             | —  | —        | —        | —        |          |          |
| 2003–04       | Detroit Red Wings       | NHL           | 6   | 1             | 4             | 5             | 0             | 12            | 4  | 5        | 9        | 6        |          |          |
| 2005–06       | Detroit Red Wings       | NHL           | 72  | 20            | 42            | 62            | 72            | 6             | 3  | 3        | 6        | 2        |          |          |
| 2006–07       | Detroit Red Wings       | NHL           | 81  | 19            | 33            | 52            | 66            | 18            | 2  | 6        | 8        | 8        |          |          |
| 2007–08       | Chicago Blackhawks      | NHL           | 76  | 21            | 33            | 54            | 50            | —             | —  | —        | —        | —        |          |          |
| 2008–09       | Montreal Canadiens      | NHL           | 50  | 18            | 21            | 39            | 36            | —             | —  | —        | —        | —        |          |          |
| 2009–10       | Phoenix Coyotes         | NHL           | 62  | 9             | 20            | 29            | 28            | 4             | 0  | 1        | 1        | 0        |          |          |
| Celkem v ČSHL | Celkem v ČSHL           | Celkem v ČSHL | 133 | 49            | 60            | 109           | 38            | 13            | 3  | 8        | 11       | —        |          |          |
| Celkem v NHL  | Celkem v NHL            | Celkem v NHL  | 987 | 261           | 442           | 703           | 422           | 91            | 18 | 28       | 46       | 24       |          |          |

## Reprezentace
| Rok                       | Tým                       | Soutěž                    | Z  | G  | A  | B  | TM |
| ------------------------- | ------------------------- | ------------------------- | -- | -- | -- | -- | -- |
| 1992                      | Československo            | OH                        | 8  | 5  | 8  | 13 | 8  |
| 1992                      | Československo            | MS                        | 8  | 2  | 2  | 4  | 2  |
| 1996                      | Česko                     | MS                        | 8  | 5  | 4  | 9  | 2  |
| 1996                      | Česko                     | SP                        | 3  | 0  | 0  | 0  | 2  |
| 1997                      | Česko                     | MS                        | 8  | 1  | 1  | 2  | 25 |
| 1998                      | Česko                     | OH                        | 6  | 0  | 3  | 3  | 0  |
| 2002                      | Česko                     | OH                        | 4  | 1  | 2  | 3  | 2  |
| 2006                      | Česko                     | OH                        | 8  | 0  | 4  | 4  | 4  |
| Seniorská kariéra celkově | Seniorská kariéra celkově | Seniorská kariéra celkově | 53 | 14 | 24 | 38 | 43 |